# マダガスカル3
『マダガスカル3』（原題：Madagascar 3: Europe's Most Wanted）は、2012年に公開されたアニメーション映画。ニューヨークの動物園から逃げ出した4頭の動物が主役の、ドリームワークス・アニメーション『マダガスカル』シリーズの第3作にして最終章。日米ともに、前2作に引き続き主要キャストに同じ声優が勢揃いした。シリーズ初の3D作品。
第65回カンヌ国際映画祭で世界初公開された。
日本ではドリーム・ワークスのアニメ映画においての　パラマウント・ジャパン配給作品は本作が最後になった。

## ストーリー
ライオンのアレックス、シマウマのマーティ、キリンのメルマン、カバのグロリアの4頭は、アレックスの両親がいるアフリカでしばらく暮らしていた。モンテカルロへ旅立ったペンギンズとマダガスカルの動物たちを追って旅立つ。彼らを見つけるも仲間割れをした拍子でカジノが大騒ぎになり、アレックスに目をつけたフランスの婦人警官デュボア警部は執拗に彼らを追い、一同は難を逃れるため売れない動物のサーカス団にサーカスの仲間だと嘘を言い、身を隠す。当初はお互い上手く行かなかったが彼らの過去を知ったアレックスの新しいサーカスを作ろうという案をきっかけに友情を深め、モンテカルロからローマ、スイスアルプスを経てオリンピックが開催されるロンドンへと、物語はヨーロッパで展開される。やっとニューヨークに戻った直後、デュボア警部の乱入により、彼らの嘘が暴露されてしまい、4頭はサーカス団から失望され追い出されてしまう。罪悪感を持ちながらもやっと動物園に帰ったがこれまで楽園であったはずの動物園が冒険をした4頭にとっては今となってはちっぽけな場所でしかなくなった。サーカス団こそ、自分達が探していた居場所だと気づいた4頭はすぐに謝罪しようとするがデュボア警部に捕まり、4頭は動物園に入れられる。その事を聞いたサーカス団は戸惑いを見せながらも「サーカスの仲間は助け合うものだ」とアレックス達を救う決意をし、式典の最中、アレックスを殺そうとするデュボア警部からアレックス達を救い出し、和解した彼らは新たな人生を始める。

## 登場人物

### 主要人物
アレックス
本作の主人公のライオン。デュボア警部から逃れるために出会ったサーカス一座でジアに一目惚れし、サーカス一座に新しい風を吹きこもうと奮闘する。またサーカスに入る口実で吐いた嘘も後に本当に実行した。
マーティ
アレックスの親友のシマウマ。チームのムードメーカーでお喋りな性格。デュボア警部から逃れるために出会ったサーカス一座でステファノと意気投合し、仲良くなる。
メルマン
神経質かつ根暗な性格のキリン。前作で相思相愛となったグロリアとはラブラブで、ショーも二人で組むことになる。
グロリア
チームの紅一点のカバ。チームの中では一番の力持ちでパワー担当になることが多い。自信が持てない恋人のメルマンを励ますこともある。

### マダガスカルで出会った仲間
キング・ジュリアン
常に自分に正直でダンスが得意なキツネザルの王様。
サーカス列車で出会ったソーニャに一目惚れし、バチカン市国でのデート中、法王からこっそり盗んだ指輪をバイク店に売り、最新鋭の大型バイクをソーニャにプレゼントした（その直後、バイクを売った店主が指輪を盗んだ犯人と間違えられ、警官に囲まれてしまった）。アレックスたちの嘘がバレてサーカスから去った後もソーニャのことが忘れられず、彼女の為なら王を辞める覚悟で彼女の元へ帰ってきた。
モーリス
ジュリアンのお世話係兼監視役のアイアイ。実はジュリアンに不満を抱いており、彼が死んだと思った際、一瞬喜ぶも生きていたことを知った際、ショックを受けた。
モート
モーリスと一緒にいる愛らしいコビトキツネザル。ジュリアンからぞんざいに扱われているが、当の本人は彼を敬愛している為、付きまとっている。

### ペンギンズ
隊長
ペンギンズのリーダー。性格はステレオタイプの軍人そのもので指揮能力も高く、仲間に的確な指示を送る司令塔の役割を持つ。カジノで稼いだ宝石で団長からサーカスを丸ごと買い取った（ちなみに残りの金で金の入れ歯を作った）。
コワルスキー
ペンギンズの頭脳担当で、主な役目は状況報告と作戦の考案。パソコンを使ったり、エンジンの制作する反面、ブレーキを壊すなど参謀としては問題な部分がある。
リコ
メンバーの中で、最も凶暴かつ肉体派。
新人
メンバーの中では最も若手で未熟。大統領になる為に大学に行きたがったが、その学費をサーカスを買い取る為に使った為、諦める羽目に。

### ザラゴザ・サーカス一座
アレックスたちがデュボア警部から逃れるために助けを求め、サーカスの動物と偽りつつ、身を寄せることになった小さな一座。専用のサーカス列車で世界を駆け回っているが、当初は古い芸しかできず、興行も廃れ気味で団長からも見放されて諦めかけていたが、「動物だけで新しいサーカスを作ろう」という、アレックスの説得とスイスのアルプス山中で新しい芸の特訓をしていくうちにサーカスへの情熱に目覚め、ロンドン公演をきっかけにアレックス達と強い絆が芽生える。しかしニューヨーク公演を控えた矢先に居所を嗅ぎ付けたデュボア警部の強襲でアレックスたちが嘘をついていたことを知り、そのショックで一度は決別してしまうが、彼らと過ごした時間や友情は決して嘘ではないと気付き、デュボア警部に狙われたアレックスたちを救出し、より強い絆で結ばれた。
ビターリ
サーカス一座のリーダー的存在であるロシア生まれのトラ。好物はボルシチ。ナイフ投げの名手かつ火の輪くぐりの達人で、一座の花形スターだったが、エクストラヴァージンオイルを使って火の輪くぐりをしたことで事故を起こし、その失敗から心を閉ざしてしまい、アレックスたちと初めて出会った時も疑いの眼差しで彼らを警戒していた。一座に加わったアレックスたちとの特訓及びアレックスの説得と提案から、ロンドン公演でヘアコンディショナーを使ったところ、火の輪くぐりに成功した。
ジア
サーカス一座のまとめ役を担う美しいジャガー。空中ブランコが得意。アレックスに一目惚れされるが、当初はビターリ同様、アレックスたちのことを疑いの目で見ていた。しかし、サーカス一座に新しい風を吹きこもうと奮闘するアレックスに心惹かれるようになる。
ステファノ
サーカス一座のムードメーカーのアシカ。お調子者な性格で、サーカス一座の動物たちの中で最初にアレックスたちを受け入れ、マーティと仲良くなる。アレックスのことを「アリス」と呼んでいる。どこか抜けた性格だが、彼にサーカス一座のかつての輝かしい功績やビターリの過去を教えた。
ソーニャ
キング・ジュリアンがサーカス列車で出会い、一目惚れしたクマ。初めは自身の体型と合わない小さな三輪車に乗っていたが、物語中盤で壊れてしまい、ジュリアンからプレゼントされた最新鋭の大型バイクを軽やかに乗り回す。
エスメラルダ、エスペランザ、エルネスティナ
3頭の白馬。トランポリンを使ったパフォーマンスを見せる。
フランキー、フレディー、シャーキー、ジョーニー、サミー、ボビー
エントレブッチャーマウンテンドッグのフランキー、グレートデーンのフレディー、バーニーズマウンテンドッグのシャーキー、グレート・ピレニーズのジョーニー、ロッドワイラーのサミー、ビーグルのボビーで構成されたサーカス犬たち。
紳士や淑女のコスチュームを着てパフォーマンスをしていたが、お世辞にも可愛い性格とはいえなかったこともあり、アレックスの提案でペンギンズが開発した特製のジェットエンジンを装着したインラインスケートのパフォーマンスに路線変更した。
マヌ&マヤ
太い眉毛のマヌと細い眉毛のマヤで構成されたゾウ。
メイソン&フィル
2匹のチンパンジー。

### 動物管理局
シャンタル・デュボア警部
本作の敵役。幼少の頃からあらゆる動物を仕留め、その仕留めた動物を剥製にしており、ライオンの剥製を作ることを目的にアレックスを狙う中年女性警部。フランス人。卓越した五感と抜群の身体能力の持ち主で、アレックス達を執拗に追跡する執念深い性格。4人の部下を引き連れている。コワルスキーの発言から動物管理局の正式名称は「モナコ動物管理局」である。
ニューヨークの動物園でサーカス団から離れて傷心だったアレックスたちを強襲し、駆けつけた動物園の飼育員からアレックスたちを見つけ出してくれたと勘違いされる。その後、その功績を称える表彰式でアレックスを毒入りの麻酔銃で仕留めようとするが、アレックスたちの救出に現れたサーカス団に阻止され、彼らやアレックスに返り討ちにされた末に部下共々、ペンギンズによってマダガスカルに船で搬送された。

## 声の出演
| 役名                     | 原語版                           | 日本語吹き替え      |
| ------------------------ | -------------------------------- | ------------------- |
| アレックス               | ベン・スティラー                 | 玉木宏              |
| マーティ                 | クリス・ロック                   | 柳沢慎吾            |
| グロリア                 | ジェイダ・ピンケット・スミス     | 高島礼子            |
| メルマン                 | デヴィッド・シュワイマー         | 岡田義徳            |
| キング・ジュリアン       | サシャ・バロン・コーエン         | 小木博明            |
| モーリス                 | セドリック・ジ・エンターテイナー | 矢作兼              |
| モート                   | アンディ・リクター               | 山口勝平            |
| ペンギンズ隊長           | トム・マグクラス                 | 飛田展男            |
| シャンタル・デュボア警部 | フランシス・マクドーマンド       | 高乃麗              |
| ジア                     | ジェシカ・チャステイン           | 園崎未恵            |
| ビターリ                 | ブライアン・クランストン         | 菅生隆之            |
| ステファノ               | マーティン・ショート             | 堀内賢雄            |
| コワルスキー             | クリス・ミラー                   | 手塚秀彰            |
| リコ                     | セリフ無し                       | 関貴昭              |
| ペンギンズ新人           | クリストファー・ナイツ           | 石田泰弘            |
| メイソン                 | コンラッド・ヴァーノン           | チョー              |
| エスメラルダ             | パス・ベガ                       | 慶長佑香            |
| フレディー               | ヴィニー・ジョーンズ             |                     |
| ジョーンジー             | スティーブ・ジョーンズ           | 斉藤次郎            |
| フランキー               | ニック・フレッチャー             |                     |
| ソーニャ                 | フランク・ウェルカー             |                     |
| サーカス団長             | ダニー・ジャコブス               | 駒谷昌男            |
| ディーラー               | ダニー・ジャコブス               | 後藤哲夫            |
| 警備員                   | ダニエル・オコナー               | 前島貴志            |
| ニューヨーク市長         | ダニエル・オコナー               |                     |
| 司令官                   | エリック・ダーネル               | 宮澤正              |
| 男飼育員                 | エリック・ダーネル               | 早志勇紀            |
| ローマの新人警察官       | スティファン・カーリン           |                     |
| 女飼育員                 | エミリー・ノードウィンド         |                     |
| ニューヨークの女の子     | アスジナ・ジメネス               | 平田真菜 菊池こころ |
| イタリア警察             |                                  | かぬか光明 石住昭彦 |
| チャイルドシート         |                                  | 川名敦子            |

## 音楽
サウンドトラックはハンス・ジマーが担当した。
- キング・ジュリアンがC+C・ミュージック・ファクトリー（英語版）の「Gonna Make You Sweat (Everybody Dance Now)」、スパイス・ガールズの「ワナビー（Wannabe）」、ネリーの「Hot In Herre」を歌うシーンがある。
- 汽車が走っているシーンで流れる曲はヨランダ・ビー・クール（英語版）の「We No Speak Americano」
- デュボア警部が歌うシャンソンはエディット・ピアフの「水に流して」（Non Je Ne Regrette Rien）
- イタリアの場面でかかるオペラ風の曲は「コン・テ・パルティロ」（Con Te Partirò / Time To Say GoodBye）
- サーカスのシーンではケイティ・ペリーの「ファイアーワーク（Firework）」が使用された。

## 評価
レビュー・アグリゲーターのRotten Tomatoesでは134件のレビューで支持率は78%、平均点は6.70/10となった。Metacriticでは26件のレビューを基に加重平均値が60/100となった。

## ゲーム
さまざまなハードで発売されているが、日本では公開された次の日（2012年8月2日）に3DS版のみ発売された。ゲーム内に表示されるテキストのみ日本語対応となり、キャラクター音声の日本語吹き替えは対応していない。株式会社はディースリー・パブリッシャー。